# Sudovice
Sudovice jsou vesnice, část města Nového Knína v okrese Příbram ve Středočeském kraji. Leží zhruba jeden kilometr východně od novoknínského náměstí, na úbočí vrchu Chvojné při silnici II. třídy č. 102 spojující samotný Nový Knín se Slapy a Štěchovicemi. V roce 2011 zde trvale žilo 289 obyvatel. Vesnice se původně jmenovala Zhudovice podle rodu Zhudovských, který ji vlastnil, později se z něj vyvinula nynější podoba jména.

## Historie
První písemná zmínka o vesnici pochází z roku 1428.

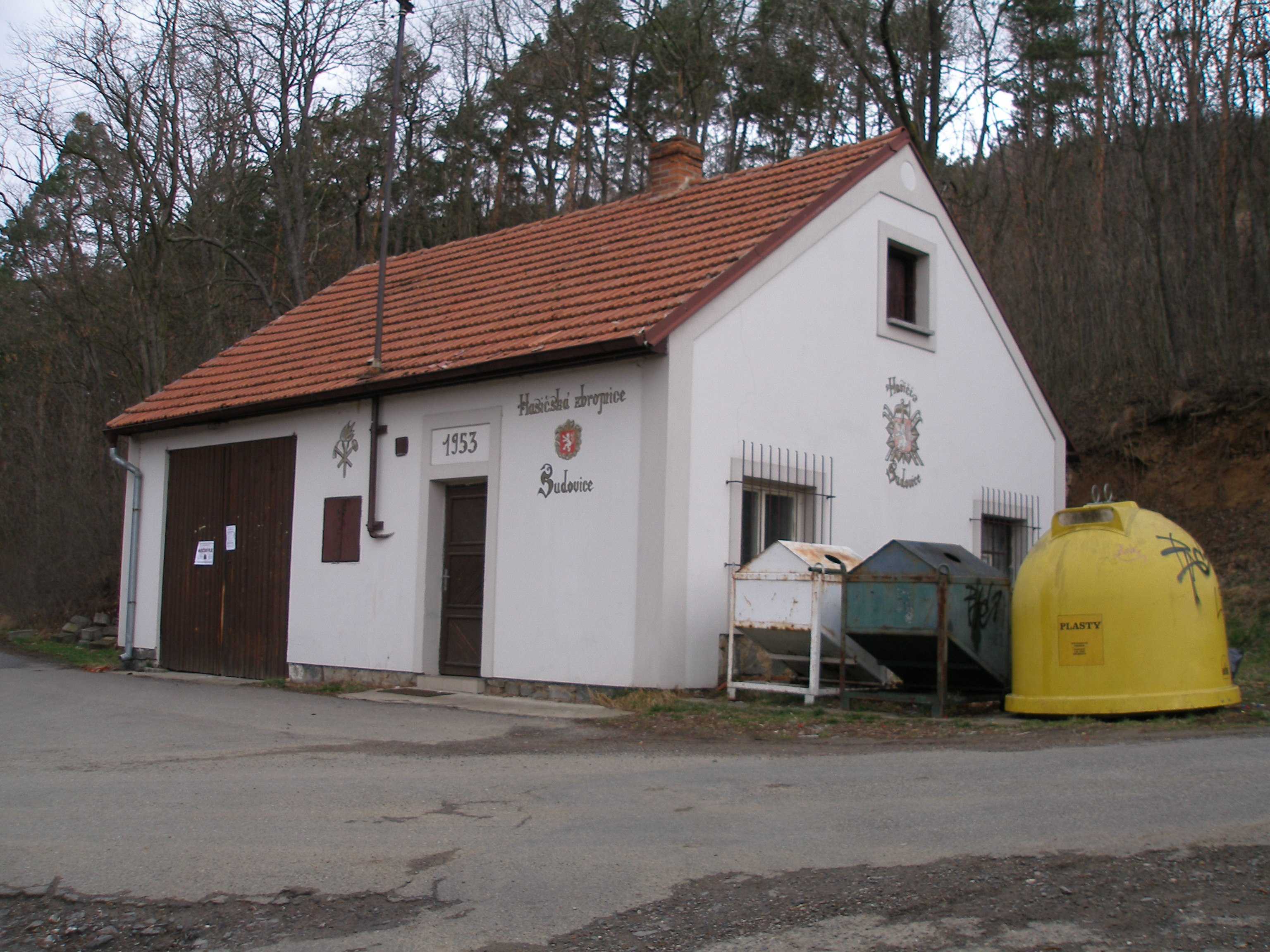
Hasičská zbrojnice

Na rozdíl od Starého Knína si uchovala aspoň samostatné číslování domů. Při sčítání lidu roku 2001 měly Sudovice 89 domů a 254 obyvatel.
V roce 1932 byly v obci Sudovice (155 obyvatel, samostatná obec se později stala součástí Nového Knína) evidovány tyto živnosti a obchody: družstvo pro rozvod elektrické energie v Sudovicích, 2 hostince, kovář, obuvník, trafika, velkostatek Schwarzenberg.

## Obyvatelstvo
| Rok            | 1869 | 1880 | 1890 | 1900 | 1910 | 1921 | 1930 | 1950 | 1961 | 1970 | 1980 | 1991 | 2001 | 2011 | 2021 |
| -------------- | ---- | ---- | ---- | ---- | ---- | ---- | ---- | ---- | ---- | ---- | ---- | ---- | ---- | ---- | ---- |
| Počet obyvatel | 204  | 205  | 195  | 153  | 139  | 163  | 167  | 165  | 161  | 165  | 203  | 225  | 254  | 289  | 367  |
| Počet domů     | 32   | 32   | 32   | 35   | 29   | 31   | 37   | 40   | 40   | 43   | 56   | 80   | 89   | 110  | 139  |

## Obecní správa
Při sčítání lidu v letech 1850–1920 Sudovice byly osadou obce Starý Knín v okrese Příbram. V letech 1921–1960 byly samostatnou obcí, se kterým patřily nejprve do okresu Příbram, ale v roce 1950 v okrese Dobříš a od roku 1960 opět v okrese Příbram. Od 1. července 1960 jsou částí města Nový Knín v okrese Příbram.

## Pamětihodnosti

### Zámek
Původně dvoukřídlé barokní stavení v areálu hospodářského dvora, stojící ve svahu. Při pohledu ze silnice přízemní, ze dvora jednopatrový. Ve druhé polovině padesátých let 20. století těžce poškozen požárem, vyhořelé západní křídlo (které obsahovalo zámeckou kapli) již nebylo obnoveno a jeho zříceniny byly kolem roku 1980 strženy. Zachovalé křídlo bylo postiženo nepříliš ohleduplnými modernizacemi. Devastaci podlehla i část hospodářských budov přilehlého dvora. Po roce 1989 byl zbytek zámku vrácen dřívějším majitelům (rodině spisovatelky Fan Vavřincové) a zčásti dále upraven. Hospodářské zázemí je zčásti zatím v dezolátním stavu.

### Špýchar
Barokní sýpka stojí naproti zámku, s oválnými okny. V roce 2007 byla opravena střecha.

### Kaplička
Prostá stavba, zřejmě z 19. století. V roce 2011 byla opravena místními hasiči.